# ВДНХ (станция метро)
«ВДНХ» — станция Московского метрополитена на Калужско-Рижской линии. До 28 июня 2025 года была связана наземной пересадкой со станцией «Выставочный центр» Московского монорельса. Расположена на границе Останкинского и Алексеевского районов (СВАО). Открыта 1 мая 1958 года в составе участка «Ботанический сад» — «ВСХВ» (ныне «ВДНХ»). Пилонная трёхсводчатая станция глубокого заложения с одной островной платформой, на момент постройки — самая глубокая станция метрополитена в Москве. Самая загруженная станция Московского метрополитена по состоянию на I квартал 2024 года, отобрав этот статус у станции «Комсомольская».

## История и происхождение названия
Станция была открыта 1 мая 1958 года в составе Рижского радиуса, после ввода в эксплуатацию которого в Московском метрополитене стало 47 станций. Получила своё название по находящейся рядом Всесоюзной сельскохозяйственной выставке (ВСХВ). Однако в том же месяце 28 мая 1958 года Совет Министров СССР принял Постановление об объединении сельскохозяйственной, промышленной и строительной (на Фрунзенской набережной) выставок в Выставку достижений народного хозяйства СССР (ВДНХ). В результате 16 июня 1959 года ВДНХ была открыта для посетителей и расположилась на месте бывшей ВСХВ. После смены названия выставки пришлось переименовать и станцию, что и было сделано 12 декабря 1959 года.
Несмотря на то, что с 1992 по 2014 год ВДНХ называлась «Всероссийский выставочный центр» (ВВЦ), станция сохраняла своё название.
Существовали проекты переименования станции в «Выставочную» (1991 год) или в «Ростокино» (1992 год), однако они так и остались проектами. В 2008 году ряд интернет-источников распространил информацию о возможном переименовании станции в «Космическую» — по расположенным рядом топографическим объектам космической тематики. Однако эти сведения подтверждения не получили.

## Вестибюли
Имеется два вестибюля (наземный (старый) и подземный). Выход из северного наземного вестибюля выполнен в форме ротонды и был открыт в 1958 году. Неподалёку от него расположена станция «Выставочный центр» Московского монорельса. С 29 июня 2013 года по 1 июня 2014 года северный выход был закрыт на реконструкцию и замену эскалаторов.
Южный подземный вестибюль был открыт 25 августа 1997 года, из него можно попасть в подземный переход под проспектом Мира.
Оба вестибюля соединены со станцией эскалаторами.

## Архитектура и оформление
«ВДНХ» — пилонная трёхсводчатая станция (всего 18 пилонов); диаметр центрального зала — 9,5 метров; является одной из самых глубоких станций московского метро (глубина — 53,5 метров). Сооружена по проекту архитекторов И. Г. Таранова, Н. А. Быковой, Ю. А. Черепанова, И. Г. Гохарая-Хармандаряна.
Из декора на станции — только круглые литые решётки на вентиляционных отверстиях и затейливые подвесные шестирожковые люстры с хрустальными светильниками.
Пилоны станции снизу отделаны белым с серыми прожилками мрамором, а их скошенные грани покрашены зелёной краской. На каждом пилоне круглая декоративная металлическая вставка. Вдоль пилонов расположены мраморные скамейки.
Первоначально предполагалось, что пилоны будут обрамлять арки с орнаментом зелёной с золотом флорентийской мозаики. Эту работу поручили художнику В. А. Фаворскому, который создал орнаменты на тему переплетённых дубовых листьев и лент. Однако, когда часть одного пилона уже была выполнена в натуре, художественное оформление (из экономии средств) запретили. В результате мозаика на этом пилоне была заштукатурена и закрашена масляной зелёной краской. Также зелёной краской были раскрашены распалубки и на остальных пилонах.
Стены станционного зала облицованы белым мрамором. Стены подъездных путей сверху отделаны яично-жёлтым кафелем, а снизу — чёрным кафелем. Пол выложен красным и серым гранитом.
Арка северного выхода (первый вагон из центра) украшена лепным орнаментом из дубовых листьев. Украшением южного вестибюля является гжельское панно «Ярмарка в Замоскворечье» (художники М. В. Подгорная, А. В. Царегородцев, 1997 год) и массивные квадратные колонны, которые отделаны гжельской майоликой.

## Пассажиропотоки
Согласно последним исследованиям пассажиропотоков, проводившимся в 2002 году, станция является одной из наиболее загруженных в московском метро (число пассажиров по входу за сутки — 136 900 человек). С тех пор он, вероятно, только увеличивался. Такая большая загрузка станции связана с расположенными около станции автовокзалом пригородных и городских автобусов и выставочным центром.

## Путевое развитие
За станцией расположены оборотные тупики, используемые для зонного оборота поездов преимущественно в вечернее время, а также рано утром по выходным дням, а также для ночного отстоя составов.

## Наземный общественный транспорт

### Городской
На этой станции можно пересесть на следующие маршруты городского пассажирского транспорта:
- Автобусы: м2, м53, 33, 56, 76, 93, 136, 154, 195, 244, 286, 286к, 311, 375, 378, 428, 496, 533, 536, 544, с585, 599, 604, 803, 834, 903, 1133а, т36, т73, т76, н6, н9
- Трамваи: 11, 17, 25

### Областной
На этой же станции можно пересесть на областные автобусные маршруты:

316, 317, 333, 388, 392, 451, 499, 551к, 565, 578, 576к

## Станция в цифрах
- Время работы станции: с 5:25 до 1:00.
- Таблица времени прохождения первого поезда через станцию[6]:

| По чётным числам                     | Будние дни | Выходные дни |
| По нечётным числам                   | Будние дни | Выходные дни |
| В сторону станции «Алексеевская»     | 05:36:00   | 05:38:00     |
| В сторону станции «Алексеевская»     | 05:36:00   | 05:38:00     |
| В сторону станции «Ботанический сад» | 05:57:00   | 05:57:00     |
| В сторону станции «Ботанический сад» | 05:57:00   | 05:56:00     |

## Станция в массовой культуре
- Станция была родным местом Артёма, главного героя романа Дмитрия Глуховского «Метро 2033» и созданной игры FPS Survival в постапокалиптическом времени Метро 2033[7].

…жители ВДНХ с гордостью считали свою станцию одним из последних оплотов культуры, северным форпостом цивилизации на Калужско-Рижской линии. Читали книги и Артём, и Женька.
- Наравне со станцией «Свиблово» эпизодически появляется в фильме «Ночной дозор».

## Галерея
| - Северный вестибюль станции метро «ВДНХ» после благустройства. 26 августа 2018 года - Декоративная решётка на вентиляционном отверстии. 2 апреля 2006 года - Табличка «Выход в город». 8 июня 2010 года - Именная доска. 24 ноября 2010 года - Название станции на путевой стене. 24 ноября 2010 года - Эскалаторный наклон северного вестибюля после реконструкции. 9 января 2015 года |